# The Silver Spoon
The Silver Spoon é um filme de comédia policial britânico de 1934, dirigido por George King e estrelado por Ian Hunter, Garry Marsh e Cecil Parker. Um homem sem-teto admite um assassinato que não cometeu para proteger uma mulher. The Silver Spoon é classificado pela British Film Institute como um filme perdido.

## Elenco
- Ian Hunter ... Capitão Watts-Winyard
- Garry Marsh ... Hon. Roland Stone
- Binnie Barnes ... Lady Perivale
- Cecil Parker ... Trevor
- Cecil Humphreys ... Lord Perivale
- Joan Playfair ... Denise
- O. B. Clarence ... Parker
- George Merritt ... Inspetor Innes